# Isabel Medina Peralta
Pour les articles homonymes, voir Isabel Peralta.
Isabel Medina Peralta est une militante néonazie et phalangiste espagnole née le 20 juillet 2002 à Madrid (Espagne).
Elle a dirigé la branche féminine de FE-La Falange et co-fonde le groupe néonazi Bastión Frontal en 2020.
L'Allemagne lui interdit l'entrée sur son territoire sine die depuis janvier 2023, la considérant comme une figure influente des réseaux d'extrême droite européens.
Elle est condamnée en avril 2025 à un an de prison pour incitation à la haine contre les personnes migrantes.

## Biographie

### Famille et jeunesse pré-militante
Isabel Medina Peralta naît en 2002 ou en 2003. Son père est l'homme politique et avocat Juan Manuel Medina. Il est membre de l'Alliance pour l'unité nationale de Ricardo Sáenz de Ynestrillas Pérez (es) en 1996, puis de FE-La Falange en 1999. Il est tête de liste d'España 2000 aux élections européennes de 2004. Il devient ensuite membre du Parti populaire en 2005 et est élu conseiller municipal de Seseña (Castille-La Manche) en 2008. Après la révélation de son historique de militantisme au sein de l'extrême droite en 2011, il quitte la politique et devient chroniqueur télévisé. La mère d'Isabel Medina Peralta est une abbé bouddhiste,,.
Malgré le passé militant de son père à l'extrême droite, il l'expulse de chez lui après qu'elle a participé à un hommage à José Antonio Primo de Rivera en 2020. Elle maintient cependant des liaisons avec sa mère,,.
Elle devient partisane du fascisme à l'âge de 13 ans,. Avant de se lancer dans le militantisme, elle est influenceuse de mode,,.

### Militantisme

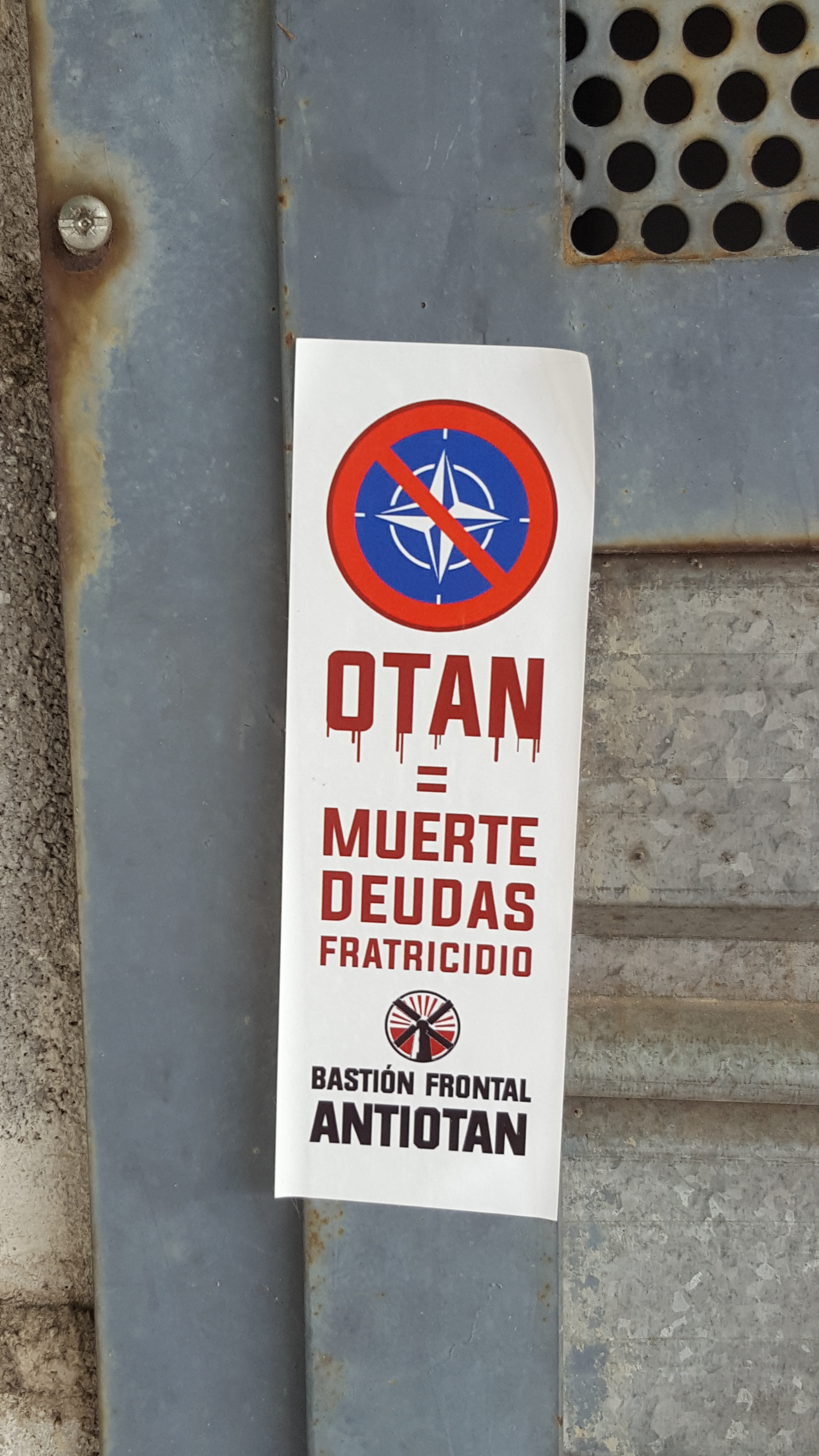
Autocollant anti-atlantiste du Bastión Frontal.

En 2019, elle commence des études d'histoire à l'université complutense de Madrid. Elle y est membre du syndicat étudiant Sindicato Español Universitario, lié à FE-La Falange,,. 
Militante au sein de FE-La Falange, elle en dirige la branche féminine, qui se réfère à la Sección Femenina,. En 2020, elle participe à la fondation du groupe néonazi Bastión Frontal, qu'elle dirige,.
En février 2021, elle participe à un hommage aux soldats de la Division Bleue morts durant la bataille de Krasny Bor organisé par un groupe néonazi madrilène. Elle y prononce un discours antisémite, raciste et pro-fasciste qui fait polémique en Espagne,, et déclenche un débat sur la liberté d'expression, dans un contexte où le rappeur d'extrême gauche Pablo Hasél est condamné à de la prison pour apologie du terrorisme et pour injures à la Couronne et aux institutions de l'État,,.
En septembre 2021, elle se rend à Düsseldorf afin d'assister à une formation militante d'une durée de dix mois du parti néonazi allemand Der III. Weg, incluant l'apprentissage de l'élaboration de propagande et de techniques de combat,,.
En 2022, elle quitte le Bastión Frontal en raison de divergences avec le codirigeant Rodrigo Miguélez. Le groupe se dissout peu après,.
En novembre 2023, elle participe à une manifestation contre l'amnistie des responsables du référendum de 2017 sur l'indépendance de la Catalogne. Elle y effectue un salut nazi devant le siège du Parti socialiste ouvrier espagnol et est huée par des manifestants,,. Cette manifestation est l'occasion pour elle d'inaugurer un nouveau groupe se revendiquant violent, la Sección de Asalto. Ce groupe a pour références Der III. Weg et le Mouvement de résistance nordique,.

## Affaires judiciaires

### Condamnation
En novembre 2021, le parquet provincial de Madrid porte plainte contre Isabel Medina Peralta pour crime de haine, en raison d'appels à la violence et à l'hostilité envers les musulmans et les migrants marocains lors d'une manifestation du Bastión Frontal devant l'ambassade du Maroc en Espagne en mai 2021 en réaction à la crise migratoire à Ceuta,,.
En avril 2025, elle est condamnée par l'audience provinciale de Madrid à un an de prison et 1 080 euros d'amende pour délit d'incitation à la haine contre les personnes migrantes dans le cadre de cette affaire.

### Enquête pour crime de haine
En février 2021, le parquet provincial de Madrid lance une enquête sur Isabel Medina Peralta pour crime de haine en raison de son discours antisémite en hommage aux soldats de la Division Bleue

### Démêlés judiciaires en Allemagne
Alertées par les autorités espagnoles, les autorités allemandes la contrôlent en mars 2022 et découvrent plusieurs objets nazis, dont une copie de Mein Kampf. Elle est empêchée d'entrée en Allemagne en conséquence et l'Allemagne ouvre une enquête sur elle pour distribution de matériels de propagande anticonstitutionnels et pour utilisation de plaque d'immatriculation non-conforme,,.
En janvier 2023, l'Allemagne décide d'interdire l'entrée d'Isabel Medina Peralta sur son territoire sine die, estimant qu'elle représente un danger sur l'Allemagne en jouant un rôle décisif au sein des réseaux de l'extrême droite européenne,.

## Idéologie et positionnement
Elle est phalangiste, ouvertement antisémite et raciste,, et néonazie,. Elle est opposée à l'immigration, homophobe, et négationniste de la Shoah. Elle se déclare « jonsiste », fasciste et nationale-socialiste,. Elle est décrite comme antiféministe par la radio Onda Cero.
Ses propos antisémites l'ont opposée au parti d'extrême droite Vox, aux phalangistes de la Falange Española de las JONS ainsi qu'à une confrérie d'anciens combattants de la Division Bleue. Elle accuse Vox d'être électoraliste et lui reproche de « considérer la nation comme un symbole plutôt que de se concentrer sur son peuple »,,.